# 링구이사
링구이사(포르투갈어: linguiça)는 포르투갈어권의 소시지이다. 돼지고기, 새고기, 양고기, 쇠고기 또는 생선이나 해산물로 만들며, 양파, 마늘, 파프리카가루 등을 넣어 간한다. 만들어 바로 섭취하거나, 염지와 훈제를 통한 보존 과정을 거친다.

## 종류
포르투갈의 링구이사는 쇼리수와 유사하나 향신료가 훨씬 적게 들어간다. 포르투갈 이외에도 브라질에서 즐겨먹으며, 미국의 뉴잉글랜드와 하와이에서는 "포르투갈 소시지(Portuguese sausage)"라는 이름으로 잘 알려져 있다.
브라질에서는 "포르투갈식 링구이사"라는 뜻의 링구이사 포르투게자(linguiça portuguesa) 외에도 "칼라브리아식 링구이사"라는 뜻의 링구이사 칼라브레자(linguiça calabresa)가 널리 쓰이는데, 간단히 "칼라브레자(calabresa)"라 부르기도 한다. 이탈리아계 이민자들이 피자 등에 사용하는 칼라브리아고추를 사용해 만든 것이 그 기원이다.
미국 하와이의 링구이사는 보통 바나나 잎을 이용해 훈제한다.
인도 망갈로르의 링구이사는 포르투갈의 링구이사보다 양념이 강하고, 오히려 고아식 쇼리수와 유사한 점이 많다.

## 쓰임새
포르투갈, 브라질, 앙골라 등에서 링구이사는 다른 소시지들처럼 쌀밥, 삶은 콩, 그리고 햄 혹 등 다른 돼지고기 식품들과 함께 페이조아다 등 든든한 식사를 구성하는 경우가 많다.
포르투갈 포르투의 전통 요리인 프란세지냐에도 링구이사가 들어간다.
미국 하와이의 맥도날드의 아침 메뉴 가운데 링구이사를 사용하는 요리가 있다.

## 같이 보기
- 롱가니사
- 쇼리수